# 古賀屋勝五郎
古賀屋 勝五郎（こがや こつごろう、生没年不詳）は江戸時代末期から明治時代にかけての江戸、東京の地本問屋である。

## 来歴
古賀勝、ゑかつと号す。古河屋勝五郎とも。幕末から明治期にかけて本郷2丁目金兵衛店において地本問屋を営業している。歌川国芳、歌川芳虎、落合芳幾、4代目歌川豊国、蓮池堂の錦絵を出版している。

## 作品
- 歌川国芳 「東都風景高輪虹蜺」 大判3枚続 錦絵 弘化元年‐弘化4年ころ
- 歌川芳虎 「平親王相馬将門」 大判3枚続 錦絵 安政5年（1858年）
- 落合芳幾 「茶番天神記」
- 4代目歌川豊国 「居留地中卍楼」 大判3枚続 錦絵 明治2年（1869年）
- 蓮池堂 「吉例兎の年礼噺」 大判 明治5年
- 蓮池堂 「玉兎黄金の酉年」 大判 明治5年
- 4代目歌川豊国 「神田昌平橋模様換掛替目鏡橋要路光景之真図」 大判3枚続 錦絵 明治6年ころ